# 福島昭亮
福島 昭亮（ふくしま しょうすけ、1937年3月16日 - 1967年4月30日）は、元競輪選手。日本競輪選手会埼玉支部に所属していた。日本競輪学校第12期生。選手登録番号6715。

## 来歴
特別競輪等で下記に挙げるとおりの実績を挙げていたことから、将来を嘱望されていた選手の一人だった。1967年のオールスター競輪（岸和田競輪場）ではドリームレースのメンバーに選出された。
ところが、同年4月に行われたドリームレースにおいて落車し、頭蓋骨骨折により死亡した。特別競輪における競走中の死亡事故は、1959年5月のオールスター競輪（大阪中央競輪場）において頭蓋骨骨折により他界した気賀沢希悦（神奈川）以来の出来事だった。
なお、オールスター競輪ではその後、一宮競輪場で行われた2008年9月11日の第7レースで内田慶（栃木）が落車し、外傷性くも膜下出血のため死亡した事例がある。

## 主な戦績
- 1964年
  - 第17回日本選手権競輪（後楽園競輪場） 5着
  - オールスター競輪（岸和田競輪場） 4着
- 1965年
  - 第10回オールスター競輪（川崎競輪場）5着
  - 全日本競輪王戦（小倉競輪場） 7着、全日本新人王戦（小倉） 3着
- 1966年
  - 久留米記念・前節　優勝